# A14 (Letland)
De A14 is een hoofdweg in Letland die de westelijke rondweg van de stad Daugavpils vormt. De E262, tussen Kaunas en Ostrov, loopt over de gehele lengte mee. 
De A14 begint bij de kruising met de A6 richting Riga en Rēzekne. Vanaf daar loopt de weg naar het zuiden en overbrugt de rivier de Westelijke Dvina. Bij Svente sluit de weg aan op P70 richting Ilūkste. Uiteindelijk eindigt de weg met een kruising met de A13 richting Kaunas en Vilnius. De A14 is 15,6 kilometer lang.
A1 · A2 · A3 · A4 · A5 · A6 · A7 · A8 · A9 · A10 · A11 · A12 · A13 · A14 · A15